# Rafael de Eslava
Rafael de Eslava y Lasaga (Enériz, Navarra, España, 24 de octubre de 1688 - Bogotá, Nuevo Reino de Granada, 24 de abril de 1737) fue un militar español, nombrado Caballero de la Orden de Santiago. Alcanzó el grado de coronel de Infantería en 1727. Fue gobernador de Valdivia en Chile entre 1717 y 1722 y presidente, gobernador y capitán general del Nuevo Reino de Granada entre 1733 y 1737.

## Biografía
Durante la sublevación mapuche de 1723 le correspondió activa participación, siendo comisionado por el gobernador de Chile, don Gabriel Cano de Aponte, para que procediera al traslado de los fuertes situados al sur del río Biobío, cometido que cumplió efectuando el desmantelamiento de las plazas de Purén, Tucapel, Arauco y Colcura en diciembre de aquel año, para posteriormente proceder a evacuar personas y pertrechos militares en medio del asedio indígena. Posteriormente se le nombró "Justicia Mayor" y superintendente del mineral de San Antonio de Sunchuli, en el distrito de la ciudad de La Paz. 
Nominado para la presidencia del Nuevo Reino de Granada en julio de 1731, se posesiona en Bogotá el 14 de mayo de 1733. Durante su presidencia ocurrió la sublevación y pacificación de los indios del Darién y llegó la comisión científica compuesta por La Condamine y Bouguer, Jorge Juan y Antonio de Ulloa.
El presidente Rafael Eslava murió en Bogotá, el 20 de abril de 1737; su hermano Sebastián se convertiría en el primer virrey de la Nueva Granada, tras el restablecimiento de esta institución en 1739.
Durante su permanencia en la ciudad chilena de Valdivia, tuvo de Gabriela Lope y Lara dos hijas naturales: Aurelia y Clara Eslava.